# Boris Čelovský

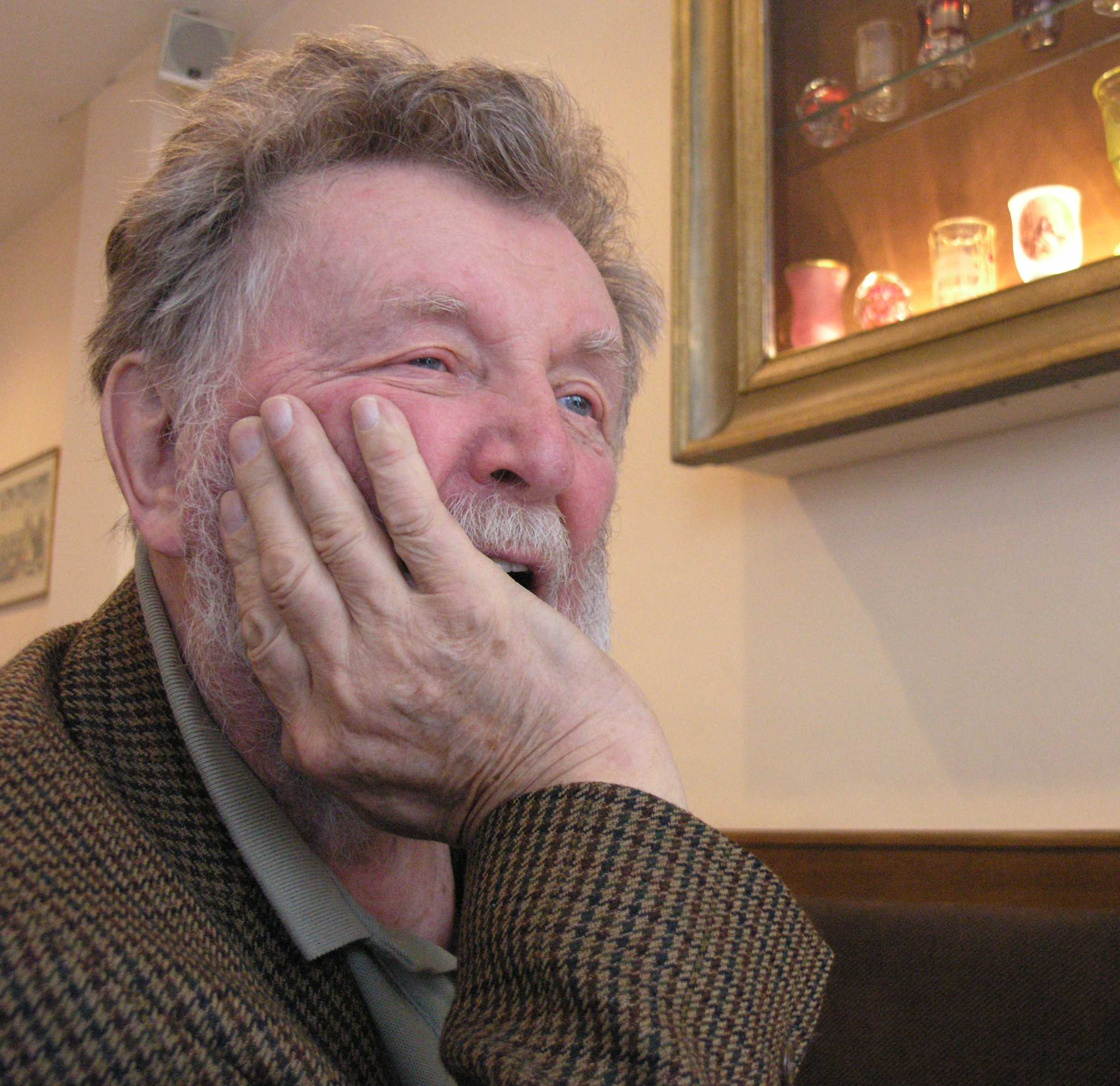
Bořivoj Čelovský

Boris Čelovský, eigentlich Bořivoj Čelovský (* 8. September 1923 in Ostrava-Heřmanice; † 12. Februar 2008 ebenda) war ein tschechischer Historiker und Philosoph. Seine Werke beschäftigten sich zumeist mit den tschechisch-deutschen Beziehungen.

## Leben
Nach der kommunistischen Machtübernahme 1948 in der Tschechoslowakei studierte Čelovský an der Universität Heidelberg, emigrierte dann nach Kanada, änderte seinen Namen in Boris Celovsky und setzte sein Studium an der Université de Montréal im Fach Moderne Geschichte fort. Seine Dissertation verfasste er über das Münchner Abkommen 1938. Nachdem er sich endgültig in Kanada niederließ, arbeitete er am Amt für Statistik für die Regierung. Zur selben Zeit arbeitete er für die Spionageabwehr der Regierung, um Tschechoslowakische Spione zu überwachen. Später wurde er Berater von verschiedenen kanadischen Politikern und entwarf das liberalste kanadische Immigrations-Gesetz der damaligen Zeit.
Nach der Samtenen Revolution ging er wieder in seine Heimatstadt Ostrava zurück und publizierte dort mehrere seiner Werke in tschechischer Sprache.
Čelovský starb nach einer schweren Krankheit in seiner Wohnung. Zu seinen Ehren wurde eine Straße nach ihm benannt.

## Ausgewählte Werke
- Das Münchener Abkommen 1938, Deutsche Verlags-Anstalt, Stuttgart, 1958
- Stephanie von Hohenlohe, Herbig, 1988, ISBN 3-7766-1522-2
- So oder so, 1995 – Die Lösung der "Tschechischen Frage" Gesammelte deutsche Dokumente 1933-1945
- Germanisierung und Genozid. Hitlers Endlösung der tschechischen Frage Neisse Verlag, Dresden/Brünn 2005 ISBN 3-934038-39-5, ISBN 978-3-934038-39-4
- Šel jsem svou cestou (Ich ging meinen Weg), Autobiographie. 1996
- Mnichovský syndrom (Das München-Syndrom), 1997
- Konec českého tisku (Das Ende der tschechischen Presse), 2001